# استفانو پلگرینی (بازیکن فوتبال، زاده ۱۹۵۳)
استفانو پلگرینی (انگلیسی: Stefano Pellegrini; ۵ اوت ۱۹۵۳ – ۱۸ مارس ۲۰۱۸) بازیکن فوتبال اهل ایتالیا بود.
از باشگاه‌هایی که در آن بازی کرده‌است می‌توان به باشگاه فوتبال آولینو، باشگاه فوتبال آ.اس. رم، و باشگاه فوتبال باری اشاره کرد.